# Orchestra (album)
Orchestra is het negende muziekalbum van de Duitse contrabassist Eberhard Weber. Het album is opgenomen in de Tonbauer Studio in Ludwigsburg. 

## Musici
Op alle nummers speelt Eberhard Weber bas en/of toetsen; daarbij op #1 en #7 begeleid door:
- Herbert Joos, Anton Jilich – flugelhorn;
- Rudolf Diebetsberger, Thomas Hauschil – hoorn;
- Winfried Rapp – bastrombone;
- Franz Stagl – tuba;
- Wolfgang Czelusta en  Andreas Richter – trombone (alleen op #1)

## Composities
1. Seven Movements (12:20)
2. Broken silence (1:59)
3. Before dawn (5:23)
4. Just a moment (2:35)
5. Air (4:16)
6. Ready out there? (5:09)
7. Too early to leave (3:07)
8. One summer’s evening (4:09)
9. A daydream (3:22)
10. Trio (3:58)
11. Epilogue (4:01